# 사토 아미나
사토 아미나(일본어: 佐藤 亜美菜, 1990년 10월 16일 ~)는 일본의 여자 성우이며, 여성 아이돌 그룹 AKB48의 전 멤버이다.
도쿄도 출신. 오사와 사무소 소속.

## 성우 활동

### 출연 작품

#### TV 애니메이션
2011년
- 모리타 씨는 과묵해(안경소녀)